# Daydream World Tour
A Daydream World Tour Mariah Carey amerikai énekesnő 1996-os koncertturnéja. Összesen hét koncertből állt, melyből háromra Ázsiában, négyre Európában került sor. A turné a tokiói Tokyo Dome-ban adott koncerttel kezdődött és a londoni Wembley Arenában végződött.

## Története
A Daydream World Tour volt Carey második turnéja (az 1993-as Music Box Tour után), és az első az Egyesült Államokon kívül. Ötödik albumát, a Daydreamet népszerűsítette vele, melyről három, a Billboard Hot 100-on listavezető dal született: a Fantasy, a One Sweet Day és az Always Be My Baby. Hét koncerttel a turné Carey második legrövidebb turnéja a Music Box Tour után.
Ez a turné alapozta meg Carey népszerűségét Japánban, ahová ezután – amerikai előadótól szokatlan módon – rendszeresen ellátogatott koncertet adni, egyedül 2005-ös Angels Advocate turnéján nem lépett fel az országban. A Tokyo Dome-ban adott három koncertjére a 150 000 jegy alig 3 óra alatt kelt el, leggyorsabban az intézmény történetében.

## A műsor
A turné díszlete a legnagyobb volt, amivel Carey valaha is fellépett: középső színpadból, illetve bal és jobb oldali kifutóból állt. A középső színpadon két emelvényen a zenekar és a háttérénekesek helyezkedtek el, középen lépcső, jobboldalt másik, kanyarodó lépcső állt, ezenkívül a díszlet részét képezte egy hatalmas képernyő, egy mennyezetről csüngő csillár és egy hatalmas henger alakú ketrec, melyben Mariah megjelent a műsor kezdetén. Bal és jobb oldalon a hosszú kifutó falai a műsor alatt változtatták a színüket, végén kisebb képernyők közvetítették a koncertet.
A műsor a Daydream Interlude (Fantasy Sweet Dub Mix) című dallal – a Fantasy egy, az albumon is szereplő remixével – kezdődtek, miközben Careyt leengedték a színpadra a ketrecben. Mikor kinyitotta az ajtót, a dal abbamaradt, és villódzni kezdtek a fények, miközben az énekesnő üdvözölte a közönséget. Ezután a zenekar játszani kezdte az Emotionst, de a dal intróját csak félig játszották le, és az utolsó refrén után egyből a végén hallható magas hangokat énekelte Mariah. Ezután a Journey együttes Open Armsának feldolgozását adta elő, majd akkori legfrissebb kislemezdalát, a Forevert. Ezután a jobb oldali lépcsőhöz ment és ott adta elő az I Don’t Wanna Cryt, amivel meglepte a közönséget, mivel korábban kijelentette, hogy ezt a dalt olyan ritkán próbálja előadni, amennyire csak lehet. A dal után a zenekar tovább játszotta a dalt instrumentális változatban, miközben Carey átöltözött.
Ezután a Fantasy intrójának egy hosszabb változata csendült fel. Carey a dal albumváltozatát adta elő, nem a Bad Boy remixet, mint későbbi turnéin. Táncosai a dal videóklipjéből vett táncmozdulatokat adták elő. Carey ezután megkérte a közönséget, hogy a következő dalban, az Always Be My Babyben énekeljék vele az egyik részt, és versenyezzenek, hogy a nézőtér melyik része tud hangosabban énekelni. Ezután bemutatta a közönségnek a zenekar tagjait, majd újra elment átöltözni, miközben a zenekar az Ain’t Nobody című slágert játszotta.
A színpadot sötétkék és lila fény árasztotta el, és a képernyőn megjelent a Boyz II Men. A Daydream albumon Carey velük adta elő a One Sweet Dayt, de erre a turnéra nem tudtak eljönni, ezért az 1995 októberében a Fantasy: Mariah Carey at Madison Square Garden koncerten róluk felvett képsorokat játszották itt be a képernyőn, alatta az albumváltozaton szereplő énekük szólt, miközben Mariah élőben énekelte a dalt. Ezután Mariah előadta kedvenc dalát az új albumról, az Underneath the Starst, majd egyik legnagyobb slágerét, a Badfinger Without You című számának feldolgozását. Ezután a Chapel of Hope Choir kísérte a Make It Happen alatt. A végén kihunytak a fények, és Mariah újra elment átöltözni.
Hirtelen felkapcsolódtak a fények, és egy breaktáncos táncolt egy instrumentális R&B/dance dalra, majd újabb táncosok jelentek meg, végül Carey is előkerült, és előadta a The SOS Band Just Be Good to Me című számát – ez a koncert egyetlen dala, amely Mariah egyetlen hivatalos albumán sem jelent meg  –, majd Dreamlover című számát. Ezután még egyszer elment átöltözni.
A kanyargós lépcső tetején állva kezdte el énekelni első slágerét, a Vision of Love-t, majd lassan lesétált a lépcsőn. Utána a Hero következett, majd a közönségnek dedikálva a műsor utolsó száma, az Anytime You Need a Friend. Itt is a Chapel of Hope kórus kísérte, és az albumváltozattal kezdődött a dal, majd átváltott a gyorsabb tempójú C&C Remixre. A dal közben a lépcsőn elhagyta a színpadot, a kórus, a zenekar és a táncosok pedog befejezték a dalt.
A Tokyo Dome-ban adott koncertjein ezután még egyszer visszatért a színpadra és ráadásként előadta nagy karácsonyi slágerét, az All I Want for Christmas Is You-t, ami Japánban a legnépszerűbb dala, emiatt itt évszaktól függetlenül mindig előadja. Közben a képernyőn a dal egyik videóklipje ment, miközben Mariah a dal másik, 1960-as éveket idéző videóklipjében viselt vörös ruháját viselte. Ezután puszit küldött rajongóinak és a felemelkedő ketrecben hagyta el a színpadot.

## Felvételek
A Forever előadása a Tokyo Dome-ban a dal hivatalos videóklipje lett. A klipbe ezenkívül bekerültek fekete-fehér felvételek arról, ahogyan Mariah felfedezi Japánt. A rotterdami koncerten Mariah bejelentette, hogy ez a koncertfelvétel lesz az Underneath the Stars hivatalos videóklipje, de a klip végül nem jelent meg.
A Fantasy, Always Be My Baby, Underneath the Stars, Make It Happen, Dreamlover, Hero és Anytime You Need a Friend előadása a Tokyo Dome-ból a Fox Broadcasting Company 1996-os különkiadása, a Mariah Carey: New York to Tokyo részét képezte.
Az egyik tokiói koncerten rögzítette a rajongó az egyik legelterjedtebb kalózkiadvány Mariah-albumot, az Out in Japant.

## Dallista
1. Daydream Interlude (Fantasy Sweet Dub Mix)
2. Emotions
3. Open Arms
4. Forever
5. I Don’t Wanna Cry
6. Fantasy
7. Always Be My Baby
8. Ain’t Nobody (zenekari közjáték)
9. One Sweet Day
10. Underneath the Stars
11. Without You
12. Make It Happen
13. Just Be Good to Me
14. Dreamlover
15. Vision of Love
16. Hero
17. Anytime You Need a Friend (albumváltozat, majd C+C Club Version)
18. All I Want for Christmas Is You 1

1 csak Japánban

## Koncertdátumok
| Dátum             | Város     | Ország             | Helyszín                         |
| Ázsia             | Ázsia     | Ázsia              | Ázsia                            |
| ----------------- | --------- | ------------------ | -------------------------------- |
| 1996. március 7.  | Tokió     | Japán              | Tokyo Dome                       |
| 1996. március 10. | Tokió     | Japán              | Tokyo Dome                       |
| 1996. március 14. | Tokió     | Japán              | Tokyo Dome                       |
| Európa            |           |                    |                                  |
| 1996. június 14.  | Frankfurt | Németország        | Festhalle                        |
| 1996. június 17.  | Rotterdam | Hollandia          | Ahoy Rotterdam                   |
| 1996. június 20.  | Párizs    | Franciaország      | Palais Omnisports de Paris-Bercy |
| 1996. június 23.  | London    | Egyesült Királyság | Wembley Arena                    |